# Канкан (місто)
Канка́н (фр. Kankan) — місто у східній частині Гвінеї, адміністративний центр однойменної провінції. Станом на 2012 рік чисельність населення становить 240 635 осіб.

## Клімат
Місто знаходиться у зоні, котра характеризується кліматом тропічних саван. Найтепліший місяць — березень із середньою температурою 31.1 °C (88 °F). Найхолодніший місяць — липень, із середньою температурою 26.1 °С (79 °F).
| Клімат Канкана          | Клімат Канкана | Клімат Канкана | Клімат Канкана | Клімат Канкана | Клімат Канкана | Клімат Канкана | Клімат Канкана | Клімат Канкана | Клімат Канкана | Клімат Канкана | Клімат Канкана | Клімат Канкана | Клімат Канкана |
| Показник                | Січ.           | Лют.           | Бер.           | Квіт.          | Трав.          | Черв.          | Лип.           | Серп.          | Вер.           | Жовт.          | Лист.          | Груд.          | Рік            |
| Абсолютний максимум, °C | 42             | 38             | 40             | 40             | 40             | 36             | 36             | 32             | 33             | 38             | 35             | 37             | 42             |
| Середній максимум, °C   | 31             | 33             | 33             | 33             | 31             | 29             | 27             | 27             | 28             | 29             | 31             | 30             | 30             |
| Середня температура, °C | 26             | 29             | 31             | 31             | 29             | 27             | 26             | 26             | 26             | 27             | 27             | 26             | 27             |
| Середній мінімум, °C    | 22             | 25             | 27             | 28             | 26             | 25             | 23             | 23             | 23             | 25             | 23             | 22             | 25             |
| Абсолютний мінімум, °C  | 12             | 15             | 16             | 20             | 20             | 17             | 19             | 16             | 19             | 16             | 12             | 10             | 10             |
| Днів з опадами          | 1              | 1              | 1              | 2              | 4              | 5              | 10             | 11             | 9              | 5              | 1              | 1              | 51             |
| ----------------------- | -------------- | -------------- | -------------- | -------------- | -------------- | -------------- | -------------- | -------------- | -------------- | -------------- | -------------- | -------------- | -------------- |
| Джерело: Weatherbase    |                |                |                |                |                |                |                |                |                |                |                |                |                |